# رون دي غروت
رون دي غروت (بالهولندية: Ron de Groot)‏ (29 مارس 1960 نايميخن هولندا - ) هو لاعب كرة قدم هولندي يلعب كلاعب وسط.